# 朝歌郡
朝歌郡，中国三国时设置的郡。
曹魏黄初年中由河内郡析置，治所在朝歌县（今河南省淇县），晋朝时改为朝歌县。属冀州。辖朝歌、获嘉等六县。